# Estelle Lefébure
Estelle Lefébure (Rouen, 11 maggio 1965) è un'attrice ed ex modella francese.
Negli anni '90, durante il suo primo matrimonio, era nota anche come Estelle Hallyday.

## Filmografia parziale

### Cinema
- Il sosia - Che fatica essere se stessi (Grosse fatigue), regia di Michel Blanc (1994)
- Absolument fabuleux, regia di Gabriel Aghion (2001)
- Cavalcade, regia di Steve Suissa (2005)
- Chrysalis, regia di Julien Leclercq (2007)
- Frontiers - Ai confini dell'inferno (Frontière(s)), regia di Xavier Gens (2007)
- Le Bal des actrices, regia di Maïwenn (2009)

### Televisione
- I Love You Coiffure - film TV (2020)
- Munch - serie TV, 2 episodi (2021)
- Léo Mattéï, Brigade des Mineurs - serie TV, 2 episodi (2023)

### Videoclip musicali
- Too Funky - George Michael (1992)